# Paris université club (floorball)
Pour un article plus général, voir Paris université club.
Maillots
Le Paris université club  comprend une section de floorball depuis 2005. Club à l'origine étudiant, il accueille tous les joueurs désirant jouer en compétition dans deux équipes adultes et une équipe jeune ou en loisir. Composé d'un effectif très international, le PUC Floorball se renouvelle chaque année.

## Le club aujourd'hui

### Équipe 1
Après 10 ans en Nationale 1, l'équipe 1 est reléguée en Nationale 2 à la suite d'une défaite dans le barrage aller retour contre les Nordiques de Tourcoing
Elle évoluera donc pour la première fois de son histoire dans la poule Nord de Nationale 2 en compagnie d'IFK Paris 2, de l'entente Le Mans/Bordeaux, des Impacts de Tours, des Gladiateurs d'Orléans et des Grizzlys du Hainaut.

### Équipe 2
Depuis 2017, le PUC Floorball peut s'appuyer sur une deuxième équipe de seniors hommes.
À la suite de la refonte du championnat séniors hommes, l'équipe évolue en 2017/2018 en D3, dans la poule Nord. L'équipe échoue de peu aux play-offs et finit 3ème de sa poule derrière Le Mans/Bordeaux (promu en N2) et les Jets de Buc.

### Équipe jeune
La section enfants sera rouverte à partir de la saison 2018-2019.

## Histoire
Pour l'instant l'histoire du PUC floorball est une tradition orale. Elle vit dans la mémoire des plus anciens, comme le Doc, qui se souviennent de cette époque où l'on parlait encore de palmarès. Néanmoins, quelques archéologues et historiens reconnus ont réussi à reconstituer le passé du club.
« N’ayant jamais entendu parler de floorball avant mon séjour Erasmus en Suède, j’ai été plutôt surpris de découvrir qu’on le pratiquait aussi en nos terres gauloises. Adepte du hockey sur glace, j’ai tout de suite adhéré à ce sport. L’expérience PUC n’a fait que confirmer cet engouement. J’ai passé une année pleine... de rencontres et aussi de sport.
L’accueil est chaleureux. Au premier entraînement, on voit tout de suite qu’on n’est pas là pour se prendre la tête. Tous les niveaux sont réunis, on vient joyeusement partager son amour pour ce sport. C’est probablement un des rares clubs sportifs en France où des purs débutants peuvent  partager le terrain avec des joueurs qui évoluent en équipe de France. (…) » Vincent
« Il va sans dire que mes trois années à Paris n'auraient pas été aussi agréables sans mon passage au PUC. L'expérience PUC floorball c'est : l'occasion de découvrir un nouveau sport (lequel je pratique encore aujourd'hui à Montréal et que j'aime plus que le hockey, ce qui n'est pas peu dire pour un Québécois!). Ce sont, pour garder la forme, des entraînements hebdomadaires à deux pas de chez soi dans le vieux, mais vénérable gymnase de la Cité (les meilleurs joueurs de l'histoire du floorball français n'y ont-ils pas, littéralement, soulevé les parquets?). C'est également l'opportunité de découvrir l'Europe, de la Méditerranée (Marseille) à la Baltique (Frederikshavn) en passant par les Pays de Loire et le Rhône-Alpes. (…)» Jean-Thomas
Le Club a été créé en 2005 par les étudiants de la Cité Internationale de Paris avec la vocation d’accueillir des membres de tous horizons !  Il regroupe 3 sections :
- Les adultes avec deux équipes en compétition, l’une en N2 et l’une D3 pour la saison à venir
- La section Loisirs
- La section Jeunes.

En 2015, le PUC Floorball organise un tournoi à Charlety à l’occasion de ses 10 ans.

## Identité du club

### Logos
- 2005

Logo du Paris Université Club

### Couleurs
Les couleurs du club sont depuis sa fondation le violet et le blanc. Elles sont tirées des couleurs historiques du Paris Université Club. 

## Palmarès
- Championnat de France de Floorball D1 : 
  - Champion (2) - 2007 et 2008
  - Vice-champion (2) - 2010 et 2011
  - Troisième (1) - 2009

## Résultats par saison

### Équipe 1
| Saison    | Division    | Matchs joués | Victoires | Nuls | Défaites | Buts pour | Buts contre | +/- | Pénalités (min) | Classement                      |
| --------- | ----------- | ------------ | --------- | ---- | -------- | --------- | ----------- | --- | --------------- | ------------------------------- |
| 2017-2018 | Nationale 1 | 18           | 6         | 1    | 11       | 50        | 58          | -8  | 60              | 5ème Conférence Sud (play-down) |
| 2016-2017 | Nationale 1 | 14           | 3         | 1    | 10       | 36        | 66          | -30 | 164             | 4ème Conférence Nord            |
| 2015-2016 | Nationale 1 | 11           | 3         | 1    | 7        | 29        | 52          | -23 | 113             | 6ème (Quarts de finale)         |
| 2014-2015 | Nationale 1 | 9            | 3         | 0    | 6        | 28        | 43          | -15 | 30              | 8ème                            |
| 2013-2014 | Nationale 1 | 9            | 2         | 3    | 4        | 26        | 34          | -8  | 22              | 7ème                            |
| 2012-2013 | Nationale 1 | 10           | 4         | 3    | 3        | 36        | 23          | +13 | 16              | 5ème                            |
| 2011-2012 | Nationale 1 | 12           | 6         | 1    | 5        | 66        | 39          | +27 | 34              | 4ème                            |
| 2010-2011 | Nationale 1 | 12           | 7         | 0    | 5        | 69        | 39          | +30 | 54              | Vice-Champion                   |
| 2009-2010 | Nationale 1 | 10           | 8         | 0    | 2        | 60        | 31          | +29 | 30              | Vice-Champion                   |
| 2008-2009 | Nationale 1 | 10           | 4         | 2    | 4        | 31        | 33          | -2  | 190             | 3ème                            |
| 2007-2008 | Nationale 1 | 10           | 7         | 3    | 0        | 44        | 12          | +32 | 122             | Champion                        |
| 2006-2007 | Nationale 1 | 9            | 9         | 0    | 0        | 58        | 7           | +51 | 36              | Champion                        |

### Équipe 2
| Saison    | Division    | Matchs joués | Victoires | Nuls | Défaites | Buts pour | Buts contre | +/- | Pénalités (min) | Classement                |
| --------- | ----------- | ------------ | --------- | ---- | -------- | --------- | ----------- | --- | --------------- | ------------------------- |
| 2017-2018 | Division 3  | 10           | 6         | 1    | 3        | 29        | 20          | +9  | 20              | 3ème (Poule Nord)         |
| 2013-2014 | Nationale 2 | 10           | 0         | 1    | 9        | 9         | 51          | -42 | 40              | 6ème (Poule D2C)          |
| 2012-2013 | Nationale 2 | 8            | 1         | 0    | 7        | 22        | 40          | -18 | 12              | 5ème (Poule D2C)          |
| 2011-2012 | Nationale 2 | 11           | 5         | 1    | 5        | 41        | 33          | +8  | 6               | 2ème (Poule A Nord Ouest) |
| 2010-2011 | Nationale 2 | 10           | 4         | 3    | 3        | 21        | 20          | +1  | 16              | 4ème (Poule Nord Ouest)   |
| 2009-2010 | Nationale 2 | 10           | 1         | 1    | 8        | 13        | 39          | -26 | 4               | 8ème                      |
| 2008-2009 | Nationale 2 | 12           | 3         | 1    | 8        | 10        | 27          | -17 | 16              | 9ème                      |

## Personnalités du club

### Joueurs emblématiques
Au cours de son histoire, le PUC Floorball a compté dans ses rangs plusieurs joueurs qui ont marqué de leur empreinte l'histoire du club.
L'ailier Olivier Dang est le joueur le plus capé sous le maillot puciste avec 92 apparitions suivi de près par le défenseur Fabien Luis avec 85 matchs.
Au rayon des meilleurs pointeurs, c'est encore Olivier Dang qui remporte la mise!
| Rang | Nom              | Nationalité | Matchs |
| ---- | ---------------- | ----------- | ------ |
| 1    | DANG Olivier     |             | 92     |
| 2    | LUIS Fabien      |             | 85     |
| 3    | FERRERO Michel   |             | 84     |
| 4    | HENRION Rodolphe |             | 65     |
| 5    | BRIAND Loik      |             | 60     |

| Rang | Nom                | Nationalité | Matchs |
| ---- | ------------------ | ----------- | ------ |
| 1    | DANG Olivier       |             | 62     |
| 2    | BRIERE Jean-Thomas |             | 46     |
| 3    | RINALDI Sandro     |             | 40     |
| 4    | DALBERTO Alban     |             | 38     |
| 5    | HENRION Rodolphe   |             | 38     |

| Rang | Nom                | Nationalité | Matchs |
| ---- | ------------------ | ----------- | ------ |
| 1    | DANG Olivier       |             | 35     |
| 2    | BRIERE Jean-Thomas |             | 30     |
| 3    | HEINONEN Eino      |             | 27     |
| 4    | FERRERO Michel     |             | 25     |
| 5    | LANGSHOLT Simen    |             | 24     |

| Rang | Nom                | Nationalité | Matchs |
| ---- | ------------------ | ----------- | ------ |
| 1    | DANG Olivier       |             | 27     |
| 2    | DALBERTO Alban     |             | 20     |
| 3    | HENRION Rodolphe   |             | 18     |
| 4    | RINALDI Sandro     |             | 17     |
| 5    | BRIERE Jean-Thomas |             | 16     |